# Lenz-Typ m
Der Lenz-Typ m  waren zweiachsige Schmalspur-Dampflokomotiven, die unter anderem auf der Rügenschen Kleinbahnen und Demminer Kleinbahn-West im Einsatz waren. Bei der Deutschen Reichsbahn waren sie als Baureihe 99.460 eingeordnet.

## Geschichte
Die Betriebsführungsgesellschaft Lenz & Co beschaffte Lokomotiven für die von ihr betreuten Bahnen möglichst einheitlich, um Kosten im Einkauf und der Unterhaltung zu sparen. Diese Loks wurden durch einen an die Nummer angehängten Buchstaben gekennzeichnet. „m“ waren Lokomotiven mit 750 mm Spurweite und 6 t Achsdruck. 40 Loks nach einheitlicher Vorlage wurden in den Jahren 1896 bis 1902 von Vulcan gebaut. Sie kamen bei verschiedenen Bahnen zum Einsatz: Rügensche Kleinbahn (zwei Loks), Demminer Kleinbahn-Ost (fünf Loks), Kleinbahngesellschaft Greifswald–Jarmen (vier Loks), Stolper Kreisbahn (vier Loks), Insterburger Kleinbahnen, Bleckeder Kreisbahn (fünf Loks) und andere.
Die Kleinbahnabteilung des Provinzialverbandes Pommern bestellte ab 1910 ähnliche Lokomotiven nach, sie kamen diesmal von Henschel. Im Einsatz waren sie bei der Demminer Kleinbahn-West (drei Loks), eine davon kam 1932 zu den Rügenschen Kleinbahnen.
Viele Lokomotiven gingen als Reparation in die UdSSR, wo sich die Spuren verlieren.
Von den Fahrzeugen wurden am 1. April 1949 nur drei von der Deutschen Reichsbahn übernommen und bekamen dort die Nummern 99 4601 (DKBO Nr. 2), 4602 (RüKB Nr. 7) und die Henschel-Lok 99 4603 (RüKB Nr. 9). Die Nummer 99 4601 wurde 1954 an einen Industriebetrieb in Jarmen veräußert. Die beiden anderen Fahrzeuge wurde 1965 und 1966 ausgemustert.

## Technische Merkmale
Die Lokomotiven hatten einen Innenrahmen, der Antrieb erfolgte über eine Stephensonsteuerung. Der Wassertank saß im Rahmen, die Kohlekästen waren neben dem Kessel vor dem Führerhaus angeordnet.

## Typ m bei der Kleinbahn-Gesellschaft Greifswald-Wolgast
Auch bei der Kleinbahn-Gesellschaft Greifswald-Wolgast waren Lokomotiven im Einsatz, die als Typ m (zweiachsig, Achsdruck 6 t) bezeichnet wurden. Sie unterschieden sich aber von den Vulcan-Lokomotiven. 1898 wurden drei Lokomotiven von der Aktiengesellschaft für Lokomotivbau Hohenzollern geliefert, die Ende 1899 an die Königsberger Kleinbahn abgegeben wurden. Eine 1900 gelieferte vierte Lokomotive wurde wahrscheinlich gleich an die Wehlau–Friedländer Kreisbahnen geliefert. Dafür erhielt die Bahn vier Lokomotiven der Wehlau–Friedländer Kreisbahnen, die 1898 bei der Union Gießerei Königsberg hergestellt waren und über die seltene Joy-Steuerung verfügten. Sie trugen ebenfalls die Nummern 1 bis 4. Lokomotiven 3 und 4 wurden um 1940 verschrottet, 1 und 2 erhielten noch die Nummern 216 und 217 der Pommerschen Landesbahnen und waren bis zur Stilllegung 1945 im Einsatz.

## Fußnote
1. ↑  Termin der Verstaatlichung fast aller Privatbahnen in der DDR